# Rathaus Bad Radkersburg

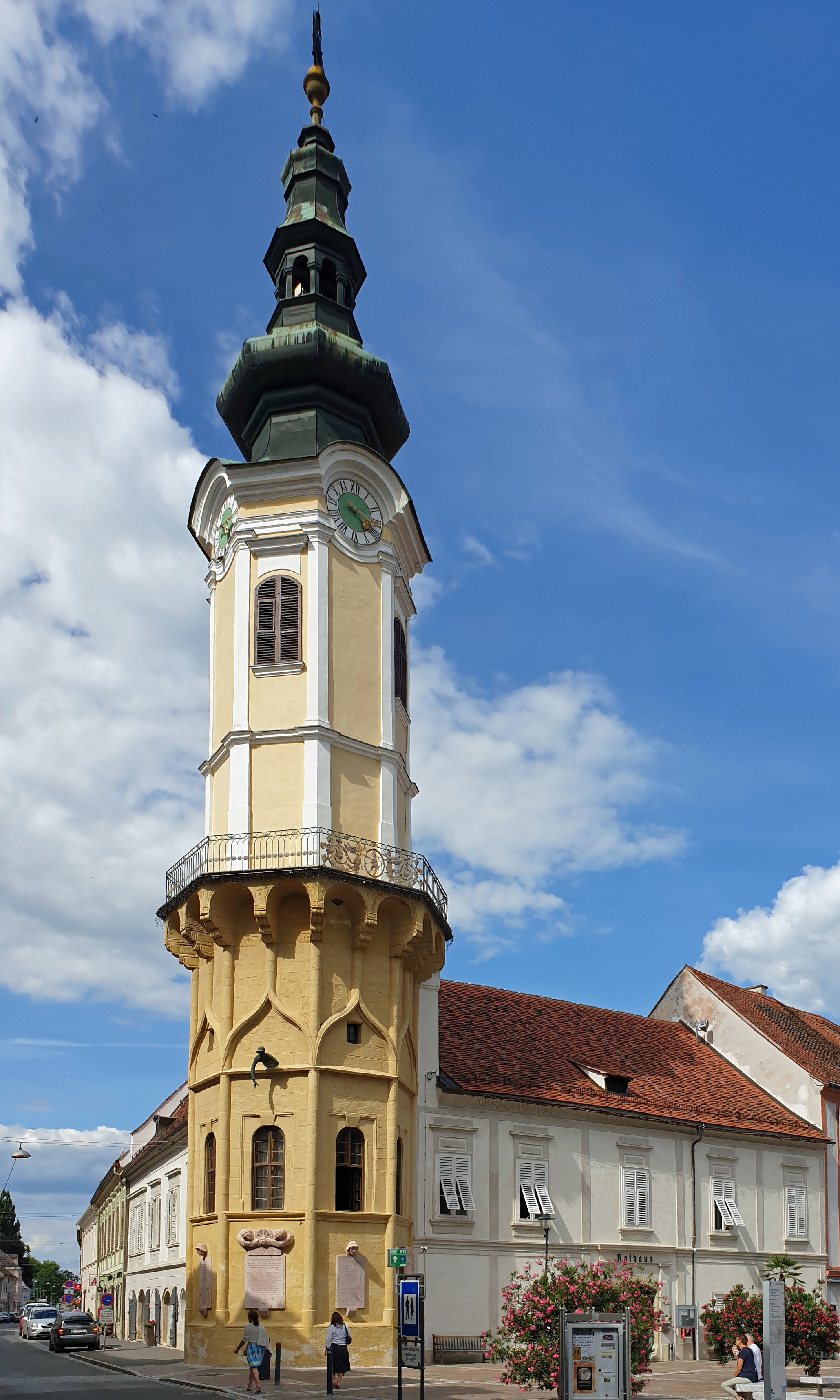
Rathaus mit Rathausturm

Das Rathaus in der Stadt Bad Radkersburg zeigt sich mit seinem Turm als Denkmal zu den Kriegen als Grenzstadt. Das Gebäude steht unter Denkmalschutz.

## Architektur
Das Rathaus an der Ecke Langgasse zum Hauptplatz wurde im 15. bis ins 17. Jahrhundert erbaut und zeigt eine Fassadengestaltung aus dem 19. Jahrhundert. Der in der Ecke situierte achteckige Uhrturm hat drei spätgotische Geschoße um 1500 mit zwischen Eckdiensten eingespannten Kielbogen und einer auskragenden Galerie. Das schmiedeeiserne Gitter der Galerie zeigt den Steirischen Panther und die Jahresangabe 1817. Er diente als Wachturm und Wehrturm. Der spätgotische Turm überstand der Stadtbrand von 1750, der obere Turm als prächtiger Renaissanceturm wurde dabei vernichtet. Die oberen spätbarocken Geschoße über der Galerie mit dem gegliederten Zwiebelhelm wurden erst 1806 mit dem Baumeister Michael Schmidt errichtet. Auf dem Knauf sitzt der kaiserliche Doppeladler. Der Turm wurde 1929 außen mit dem Architekten Rudolf Hofer und dem Bildhauer Hans Mauracher gestaltet und erinnert an den Weltkrieg und an den Freiheitskampf vom 4. Februar 1919. Die Gestaltung zeigt drei Texttafeln, das Stadtwappen mit Kriegerköpfen und den Rufer, eine Kriegerhalbfigur aus Bronze, welche auf die Texttafeln hindeutet. Fritz Silberbauer schuf 1928 Fresken im Turmzimmer des 1. Stockes und zeigt symbolisch das Leben der Radkersburger nach dem Ersten Weltkrieg. 1957 schuf Fritz Silberbauer mit Mosaiken einen Kriegergedächtnisraum zum Zweiten Weltkrieg im Erdgeschoß. Ein Buch listet die Gefallenen und Vermissten des Krieges. Das eiserne Kreuz mit den Jahresangaben 1939 und 1945 über dem Portal zur Turmkammer gestaltete der Bildhauer Josef Schlosser.